# Margaret Morris
Margaret Morris (Minneapolis, 7 novembre 1898 – Los Angeles, 7 giugno 1968) è stata un'attrice statunitense.

## Biografia
Pronipote del presidente degli Stati Uniti Benjamin Harrison, si trasferì dalla natia Minneapolis a Hollywood decisa a far parte del mondo del cinema. Nel 1920 interpretò il suo primo film, Her First Elopement di Sam Wood. La sua carriera proseguì con successo negli anni seguenti, essendo tra l'altro la protagonista di The Ghost City (1923) con Pete Morrison, e di The Galloping Ace (1924) con Jack Hoxie.
Nel 1924 fu scelta tra le "WAMPAS Baby Stars" e fino al 1929 partecipò ad altri 28 film. Il declino cominciò con il sonoro. Nel 1932 interpretò con Tom Tyler il western Single-Handed Sanders e seguirono piccoli parti non accreditate – a eccezione di Desert Guns (1936) con Conway Tearle –  fino al film Alla conquista dei dollari, del 1937, col quale abbandonò il cinema. Morì a Los Angeles nel 1968.

## Riconoscimenti
- WAMPAS Baby Star nel 1924

## Filmografia
- Her First Elopement, regia di Sam Wood (1920)
- Hickville to Broadway, regia di Carl Harbaugh (1921)
- The Town Scandal, regia di King Baggot (1923)
- Rustlin', regia di Francis J. Grandon - cortometraggio (1923)
- Face to Face, regia di Robert N. Bradbury - cortometraggio (1923)
- Beasts of Paradise, regia di William James Craft (1923)
- The Twilight Trail, regia di Jay Marchant - cortometraggio (1923)
- The Ghost City, regia di Jay Marchant (1923)
- The Galloping Ace, regia di Robert N. Bradbury (1924)
- The Iron Man, regia di Jay Marchant (1924)
- Horseshoe Luck, regia di Joseph Franz (1924)
- Welcome Home, regia di James Cruze (1925)
- Youth's Gamble, regia di Albert S. Rogell (1925)
- Cavalli indomiti (Wild Horse Mesa), regia di George B. Seitz (1925)
- The Best People, regia di Sidney Olcott (1925)
- Womanhandled, regia di Gregory La Cava (1925)
- That's My Baby, regia di William Beaudine (1926)
- The Doctor, regia di Arthur Maude - cortometraggio (1926)
- The Angelus, regia di Arthur Maude - cortometraggio (1926)
- Una vendetta nel West (Born to the West), regia di John Waters (1926)
- The Mother, regia di Arthur Maude - cortometraggio (1926)
- Sin, regia di Arthur Maude - cortometraggio (1926)
- The Lady of Lyons, N.Y., regia di Ralph Ceder - cortometraggio (1926)
- The Fight That Failed, regia di Ralph Ceder - cortometraggio (1926)
- Where There's a Bill, regia di Ralph Ceder - cortometraggio (1926)
- The Last of His Face, regia di Ralph Ceder - cortometraggio (1926)
- When a Man's a Fan, regia di Arvid E. Gillstrom - cortometraggio (1926)
- The Midnight Son, regia di Arvid E. Gillstrom - cortometraggio (1926)
- Bruisers and Losers, regia di Arvid E. Gillstrom - cortometraggio (1926)
- Little Miss Bluffit, regia di Arvid E. Gillstrom - cortometraggio (1926)
- Ladies Prefer Brunettes, regia di Arvid E. Gillstrom - cortometraggio (1926)
- Assorted Nuts, regia di Arvid E. Gillstrom - cortometraggio (1926)
- Blisters Under the Skin, regia di Ralph Ceder e Arvid E. Gillstrom - cortometraggio (1927)
- The Knight Before Christmas, regia di Arvid E. Gillstrom - cortometraggio (1927)
- Moulders of Men, regia di Ralph Ince (1927)
- The Magic Garden, regia di James Leo Meehan (1927)
- Mark of the Frog, regia di Arch Heath (1928)
- The Avenging Shadow, regia di Ray Taylor (1928)
- The Woman I Love, regia di George Melford (1929)
- Single-Handed Sanders, regia di Charles A. Post (1932)
- L'ultima carta (Gambling Lady), regia di Archie Mayo (1934) - non accreditata
- The Personality Kid, regia di Alan Crosland (1934)
- Girl Trouble, regia di Bennett Cohen - cortometraggio (1934)
- Primo amore (Alice Adams), regia di George Stevens (1935) - non accreditata
- Al di là delle tenebre (Magnificent Obsession), regia di John M. Stahl (1935) - non accreditata
- Desert Guns, regia di Charles Hutchison (1936)
- La forza dell'amore (The Bride Walks Out), regia di Leigh Jason (1936) - non accreditata
- Wanted! Jane Turner, regia di Edward Killy (1936) - non accreditata
- L'aratro e le stelle (The Plough and the Stars), regia di John Ford (1936) - non accreditata
- There Goes My Girl, regia di Ben Holmes (1937) - non accreditata
- Alla conquista dei dollari (The Toast of New York), regia di Rowland V. Lee (1937) - non accreditata